# 小兒科

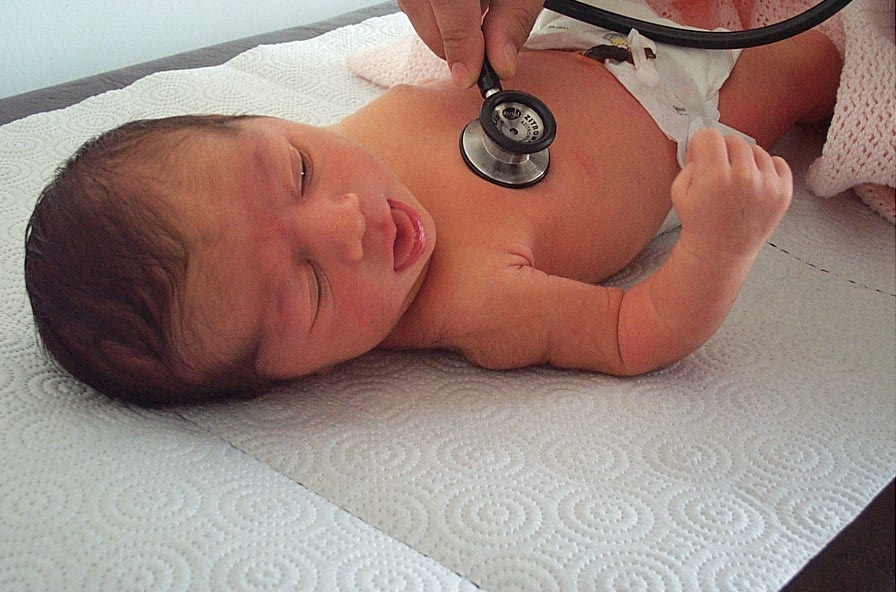
一個嬰孩在接受身體檢查，而醫生正在用聽筒聆聽心跳。

小兒科（或稱兒科）是現代醫學的一個分支，專門醫療患病的嬰兒、兒童及青少年。最大的年齡通常至青春期。一個受到這方面知識專門訓練的醫生被稱作兒科醫生。

## 地區視角
- 在台灣: 小兒科，耳鼻喉科，家醫科。其實分別不明確。鄭鈞云醫生表示耳鼻喉科比較偏向外科處置。比較建議18歲以下的兒童就醫小兒科即可。[1]